# علاء عرفة (ممثل)
علاء عرفة هو ممثل مصري درس هندسة العمارة ودرس المسرح في الجامعة الأمريكية بالقاهرة ثُم درس الإخراج والتمثيل في جامعة كاليفورنيا بلوس أنجيلوس في الولايات المتحدة الأمريكية، وشارك بالتمثيل في العديد من الأفلام السينمائية والأعمال التليفزيونية.

## مسيرته المهنية
بدأ علاء عرفة مسيرته المهنية بالظهور في الإعلانات التجارية في عام 2009 ثُم اتّجه إلى التمثيل في السينما والتليفزيون وكان أول ظهور له في السينما في عام 2012 من خلال فيلم «بنطلون جولييت» من بطولة طارق الإبياري، ثُم توالت مُشاركاته في الأفلام السينمائية والأعمال التليفزيونية، والتي كان من أبرزها دوره في مسلسل «جمال الحريم» الذي عُرض في عام 2020 للمخرجة منال الصيفي، ودوره في الجزء الأول من مسلسل «الاختيار» الذي عُرض في عام 2020 للمخرج بيتر ميمي.

## أعماله
| سنة العرض | اسم العمل                  | نوع العمل | الدور                         |
| --------- | -------------------------- | --------- | ----------------------------- |
| 2022      | حكايات جروب العيلة         | مسلسل     | حازم                          |
| 2021      | ضل راجل                    | مسلسل     | حازم صديق سليم                |
| 2020      | الاختيار                   | مسلسل     | الملازم أول عبد الرازق        |
| 2019      | البرنس                     | مسلسل     | خطيب نورا                     |
| 2020      | جمال الحريم: المكتوب       | مسلسل     | مصطفى                         |
| 2018      | لدينا أقوال أخرى           | مسلسل     | شادي مصيلحي                   |
| 2017      | حكايات بنات (الجزء الثالث) | مسلسل     | زكريا                         |
| 2017      | حلاوة الدنيا               | مسلسل     | ميدو                          |
| 2017      | لا تطفئ الشمس              | مسلسل     |                               |
| 2016      | أفراح القبة                | مسلسل     | سرحان الهلالي في مرحلة الشباب |
| 2015      | مريم                       | مسلسل     |                               |
| 2015      | هز وسط البلد               | فيلم      |                               |
| 2014      | سجن النسا                  | مسلسل     |                               |
| 2013      | أحلى أيام                  | مسلسل     |                               |
| 2013      | ميراث الريح                | مسلسل     |                               |
| 2012      | بنطلون جوليت               | فيلم      |                               |

## روابط خارجية
- صفحة الممثل على موقع قاعدة بيانات الأفلام العربية